# Katiskajärvi
Katiskajärvi är en sjö i Finland. Den ligger i kommunen Sievi i landskapet Norra Österbotten, i den centrala delen av landet, 400 km norr om huvudstaden Helsingfors. Katiskajärvi ligger 132 meter över havet. Arean är 16,1 hektar och strandlinjen är 2,3 kilometer lång. Sjön  ingår i Kalajoki älvs huvudavrinningsområde.   I omgivningarna runt Katiskajärvi växer i huvudsak blandskog.